# Luciano Fantoni
Luciano Fantoni (Gemona del Friuli, 23 dicembre 1881 – Gemona del Friuli, 21 giugno 1967) è stato un politico italiano.

## Biografia
Si laureò in giurisprudenza nel 1905 all'Università degli Studi di Padova, esercitando negli anni successivi la professione di avvocato. Attivo politicamente fin dalla giovane età, fu sindaco della sua città natale, e si iscrisse nel 1919 al neonato Partito Popolare Italiano.
Eletto alla Camera del Regno d'Italia dalla XXV alla XXVII legislatura, aderì alla secessione dell'Aventino nel 1924 e venne dismesso dal suo incarico.
Al termine della seconda guerra mondiale è stato deputato della Consulta prima e successivamente dell'Assemblea Costituente. Senatore di diritto per la Democrazia Cristiana nella I legislatura.